# Voitsch
Voitsch (auch Foitsch) war ein Ort im Görtschitztal in Kärnten. Da durch den Ort eine Gemeindegrenze verlief, wurden zwei Ortschaften dieses Namens geführt: eine in der ehemaligen Gemeinde Waitschach bzw. in Guttaring, und eine in der ehemaligen Gemeinde Wieting. Teils kam der Ort durch den Niedergang des Bergbaus und durch die Landflucht ab, teils wird er heute als Bestandteil anderer Ortschaften geführt.

## Lage
Der Ort lag im Osten des Bezirks Sankt Veit an der Glan, etwa 5 Kilometer südlich von Hüttenberg, dort, wo sich das Görtschitztal etwas zu weiten beginnt. Die zum Ort gehörenden Häuser lagen teils in der Katastralgemeinde Waitschach, teils in der Katastralgemeinde Kirchberg (Gemeinde Klein Sankt Paul).

## Geschichte
In der Gegend wurde schon in der Antike Eisenbergbau betrieben.
Um 1130 wird Voitsch urkundlich genannt. Mitte des 16. Jahrhunderts gab es hier einen Gasthof. Die Voitschhütte, in der in Stucköfen Eisen geschmolzen wurde, ist seit 1592 nachweisbar. 1666 wurde durch den Grafen Gaisruck neben der Voitschütte ein Wällischhammer errichtet. 1737 erwarb Georg Andrä Graf von Christallnig den Betrieb, führte aber nur den Hammer weiter, die Stuckkhütte ließ er auf. 1774 kam der Hammer an die Löllinger Union, 1803 an Johann Ritter von Dickmann. 1834 wurde der Voitschhammer aufgelassen.
Zumindest ab 1260 gab es in Voitsch eine Kirche (St. Ägidi). Diese Filialkirche, die nordöstlich des Möselhofs stand, wurde in Verbindung mit den Josefinischen Reformen in den 1780er-Jahren aufgelassen.
Bei Gründung der Ortsgemeinden 1850 kam der nordwestliche Teil des Orts an die Gemeinde Waitschach und bei deren Auflösung 1865 an Guttaring. Der südöstliche Teil des Orts kam an die Gemeinde Wieting und bei deren Auflösung 1973 an Klein Sankt Paul.
In der Gemeinde Guttaring wurde die Ortschaft Voitsch zuletzt bei der Volkszählung 1961 geführt; 10 Jahre danach war sie aufgelassen worden.
In der Gemeinde Wieting wurde die Ortschaft Voitsch auch noch 1971 geführt. Doch nachdem diese Gemeinde 1973 in der Gemeinde Klein Sankt Paul aufging, betrachtete man Voitsch nicht mehr als eigene Ortschaft; die verbliebenen Häuser wurden an die Ortschaft Mösel angeschlossen. Der Möselhof, der davor die Hausnummer Voitsch 1 getragen hatte, wird heute als Mösel 20 geführt.

## Bevölkerungsentwicklung
Für den Ort bzw. die beiden Ortschaften ermittelte man folgende Einwohnerzahlen:
- 1869: 8 Häuser, 68 Einwohner (davon in der Gemeinde Guttaring: 2 Häuser, 14 Einwohner; in der Gemeinde Wieting: 6 Häuser, 54 Einwohner)[3]
- 1880: 8 Häuser, 59 Einwohner (Gde. Guttaring: 1 Haus, 2 Einwohner; Gde. Wieting: 7 Häuser, 57 Einwohner)[4]
- 1890: 5 Häuser, 37 Einwohner (Gde. Guttaring: 1 Haus, 3 Einwohner; Gde. Wieting: 4 Häuser, 34 Einwohner)[5]
- 1900: 4 Häuser, 60 Einwohner (Gde. Guttaring: 1 Haus, 10 Einwohner; Gde. Wieting: 3 Häuser, 50 Einwohner)[6]
- 1910: 5 Häuser, 48 Einwohner (Gde. Guttaring: 1 Haus, 3 Einwohner; Gde. Wieting: 4 Häuser, 45 Einwohner)[7]
- 1923: 5 Häuser, 46 Einwohner (Gde. Guttaring: 1 Haus, 6 Einwohner; Gde. Wieting: 4 Häuser, 40 Einwohner)[8]
- 1934: 33 Einwohner (Gde. Guttaring: 6 Einwohner; Gde. Wieting: 27 Einwohner)[9]
- 1961: 4 Häuser, 27 Einwohner (Gde. Guttaring: 1 Haus, 8 Einwohner; Gde. Wieting: 3 Häuser, 19 Einwohner)[10]